# Delgado (Salvador)
Delgado, ou officiellement Ciudad Delgado, est un district de la municipalité de San Salvador Centro situé dans le département de San Salvador au Salvador. Il fait partie de l'aire métropolitaine de San Salvador.

## Géographie
Le district s'étend sur 33,42 km2 au nord-est de San Salvador, à une altitude moyenne de 620 m.

## Histoire
La municipalité est créée par la fusion de celles d'Aculhuaca, Paleca et San Sebastián Texincal en vertu d'un décret de l'Assemblée législative du Salvador le 23 octobre 1935 et entre en vigueur le 1er janvier 1936. Elle reçoit le nom de Ciudad Delgado en l'honneur de José Matías Delgado, figure de la lutte pour l'indépendance en 1811. Elle est élevée au statut de « ville » (Ciudad) en 1968. 
Elle disparaît le 1er mai 2024, date à laquelle elle est fusionnée avec Ayutuxtepeque, Cuscatancingo, Mejicanos et San Salvador pour former San Salvador Centro, dont elle devient un district.

## Démographie
En 2014, la population était estimée à 120 200 habitants.

## Personnalités
- Dagoberto Nolasco (né en 1956 à Delgado), artiste peintre.